# Holtorfer Hardt

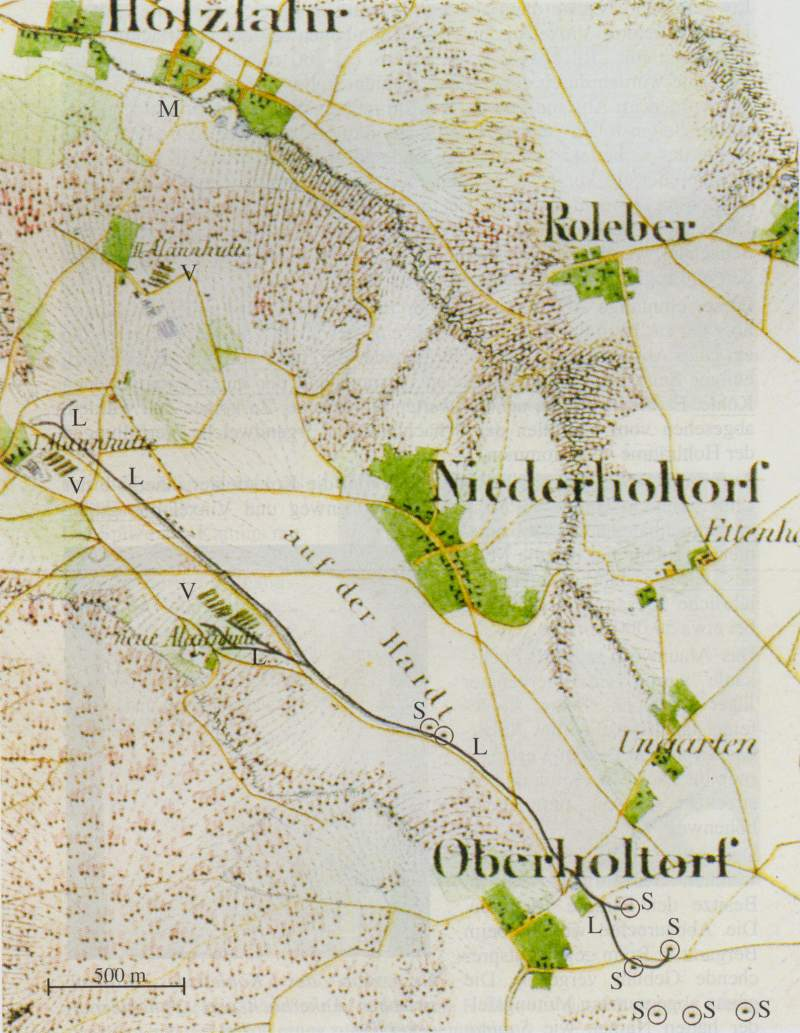
Karte der drei Hütten

Die Hardt ist eine nordöstliche Erhebung des, das Siebengebirge nach Norden abdachenden, Höhenzugs Ennert auf dem Gebiet des Bonner Stadtteils Holtorf. Zur Unterscheidung von der Dollendorfer Hardt und einer weiteren Hardt weiter südlich wird sie auch Holtorfer Hardt oder Ennert-Hardt genannt. Sie erreicht eine Höhe von 150,8 m über NN und ist, wie der gesamte Westhang des Ennert, bewaldet.
Die Hardt wird heute von der Pützchens Chaussee und Oberkasseler Straße überquert. Es finden sich der Hardtweiher, die Forschungsstelle für Jagdkunde mit einem Wildgehege, ein Aussichtspunkt und eine Wanderhütte. Am östlichen Hang liegt Niederholtorf. Nach Norden fließen der Alaunbach und der Teufelsbach, nach Süden der Ankerbach von der Hardt ab. Südlich benachbart liegt der Röckesberg, westlich die namensgebende Erhöhung des Ennerts, nordöstlich der vom Holtorfer Bach gespeiste Holzlarer See.

## Geschichte

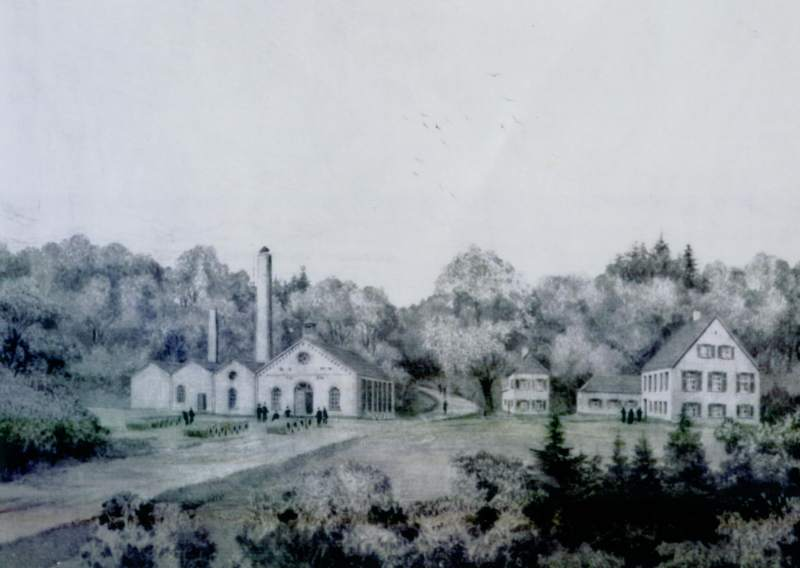
Ehemalige Alaunhütte auf der Hardt

Am Westhang der Hardt wurden drei Hügelgräber gefunden.
Um 1800 wurde im Ennert und dem sich östlich anschließenden Hügelland Braunkohle abgebaut. 1807 erkannte Leopold Bleibtreu dabei in den Flözen eine untere, etwa 1,5 m starke, schwefelkies- und tonhaltige Kohleschicht und die Möglichkeit, daraus und mit dieser Kohle Alaun zu gewinnen. In der Folge wurden diese Flöze abgebaut und auf der Hardt in zwei Alaunhütten der Familie Bleibtreu und in dem Werk des Unternehmers Matthias Jäger zu Alaun verarbeitet. Ab 1835 gab es auch Untertagebau. Ab 1853 schlossen sich die Unternehmer Bleibtreu und Jäger zur Bonner Bergwerks- und Hütten-Verein Aktiengesellschaft zusammen. Ihre Bonner Zementfabrik versorgte sich an der Hardt mit Rohstoffen. Ab 1863 sank die Förderung, da andernorts billigere Methoden zur Alaungewinnung entwickelt waren, und wurde 1876 eingestellt. Die Alaunhütten wurden weitgehend abgerissen und ihre Steine u. a. für die erste, inzwischen ersetzte Kirche in Niederholtorf verwendet.